# Osen, Norge
Osen är en kyrkby som utgör centralort i Osens kommun i Trøndelag fylke i mellersta Norge. Orten ligger vid fylkesväg 715, vid mynningen av Steinsdalselva i havsviken Osen, den innersta delen av Osenfjorden. Här finns Osens kyrka.